# Jane McKenna
Jane McKenna, née le 22 octobre 1959, est une femme politique canadienne, membre du Parti progressiste-conservateur de l'Ontario.
Elle est élue à l'Assemblée législative de l'Ontario dans la circonscription de Burlington sous la bannière du Parti progressiste-conservateur lors de l'élection provinciale du jeudi 6 octobre 2011. 
À l'élection suivante, en 2014, elle perd son siège au profit des libéraux. Elle le récupère lors des élections de 2018.